# Olmesartan/hydrochlorothiazide
Olmesartan / hydrochlorothiazide, được bán dưới tên thương hiệu Benicar HCT và các nhãn khác, là một loại thuốc dùng để điều trị huyết áp cao. Nó là sự kết hợp của olmesartan, một thuốc chẹn thụ thể angiotension và hydrochlorothiazide, một loại thuốc lợi tiểu. Nó có thể được sử dụng nếu olmesartan không đủ để kiểm soát huyết áp. Nó được uống bằng miệng.
Các tác dụng phụ thường gặp bao gồm buồn nôn, chóng mặt và nhiễm trùng đường hô hấp trên. Tác dụng phụ nghiêm trọng có thể bao gồm các vấn đề về thận, phản ứng dị ứng, các vấn đề về điện giải và huyết áp thấp. Sử dụng trong thai kỳ không được khuyến khích. Olmesartan hoạt động bằng cách ngăn chặn tác dụng của angiotensin II trong khi hydrochlorothiazide hoạt động bằng cách tăng sự mất natri của thận.
Không có phiên bản thuốc gốc nào của thuốc này nào có sẵn ở Hoa Kỳ vào năm 2017. Một tháng cung cấp ở Vương quốc Anh tiêu tốn của NHS khoảng 13 £ vào năm 2019. Tại Hoa Kỳ, chi phí bán buôn của số thuốc này là khoảng US $ 6. Trong năm 2016, đây là loại thuốc được kê đơn nhiều thứ 258 ở Hoa Kỳ với hơn một triệu đơn thuốc.